# 가을철 한정 구리킨톤 사건
《가을철 한정 구리킨톤 사건》(일본어: 秋期限定栗きんとん事件)은 요네자와 호노부의 2009년작 추리 소설로, '소시민 시리즈'의 세 번째 작품이다.

## 주요 등장인물
- 고바토 조고로(小鳩常悟朗)
- 오사나이 유키(小佐内ゆき)
- 도지마 겐고(堂島健吾)

## 목차
제1장 뜻밖의 가을
제2장 따뜻한 겨울
제3장 방황하는 봄
제4장 의혹의 여름
제5장 한여름 밤
제6장 돌아온 가을